# Alap-Alap Formation
«Алап-Алап» (англ. Alap-Alap Formation) — пилотажная группа Королевских ВВС Брунея. Выступает на трёх учебно-тренировочных самолётах Pilatus PC-7.

## История
Пилотажная группа «Алап-Алап» была сформирована 7 февраля 2011 года. Базируется на авиабазе Римба.

## Самолёты
Группа для своих показательных полётов использует винтовые учебно-тренировочные самолёты Pilatus PC-7MKII швейцарского производства. В настоящее время Королевских ВВС Брунея имеют в общей сложности четыре таких самолёта.
	